# Lake Panasoffkee
Lake Panasoffkee és una concentració de població designada pel cens dels Estats Units a l'estat de Florida. Segons el cens del 2000 tenia 3.413 habitants.

## Demografia
Segons el cens del 2000, Lake Panasoffkee tenia 3.413 habitants, 1.644 habitatges, i 1.045 famílies. La densitat de població era de 327 habitants/km².
Dels 1.644 habitatges en un 16,8% hi vivien nens de menys de 18 anys, en un 52,7% hi vivien parelles casades, en un 7,6% dones solteres, i en un 36,4% no eren unitats familiars. En el 30,8% dels habitatges hi vivien persones soles el 18,7% de les quals corresponia a persones de 65 anys o més que vivien soles. El nombre mitjà de persones vivint en cada habitatge era de 2,08 i el nombre mitjà de persones que vivien en cada família era de 2,52.
Per edats la població es repartia de la següent manera: un 15,4% tenia menys de 18 anys, un 5,6% entre 18 i 24, un 20,1% entre 25 i 44, un 25,5% de 45 a 60 i un 33,5% 65 anys o més.
L'edat mediana era de 53 anys. Per cada 100 dones de 18 o més anys hi havia 92 homes.
La renda mediana per habitatge era de 25.930 $ i la renda mediana per família de 31.897 $. Els homes tenien una renda mediana de 26.483 $ mentre que les dones 17.985 $. La renda per capita de la població era de 18.149 $. Entorn del 8,1% de les famílies i el 12% de la població estaven per davall del llindar de pobresa.

## Poblacions més properes
El següent diagrama mostra les poblacions més properes.